# Список троянских астероидов («греки»)
Это список троянских астероидов, которые движутся вокруг Солнца по орбите Юпитера возле точки Лагранжа L4 (то есть в 60° впереди планеты).
Все имеющие собственные имена астероиды, входящие в эту группу, названы в честь участников Троянской войны, воевавших на стороне греков. Исключением является лишь астероид (624) Гектор, который был назван прежде, чем эта традиция утвердилась. Соответственно, астероиды, расположенные около точки L5, получили свои названия в честь троянских воинов.

## Список
| - (588) Ахиллес - (624) Гектор - (659) Нестор - (911) Агамемнон - (1143) Одиссей - (1404) Аякс - (1437) Диомед - (1583) Антилох - (1647) Менелай - (1749) Теламон - (1868) Терсит - (1869) Филоктет - (2146) Стентор - (2148) Эпей - (2260) Неоптолем - (2456) Паламед - (2759) Идоменей - (2797) Тевкр - (2920) Автомедон - (3063) Махаон - (3391) Синон - (3540) Протесилай - (3548) Эврибат - (3564) Талфибий - (3596) Мерион - (3709) Полипет - (3793) Леонтей - (3794) Сфенел - (3801) Фрасимед - (4007) Эвриал - (4035) 1986 WD - (4057) Демофон - (4060) Дипил - (4063) Эвфорбо - (4068) Менесфей - (4086) Подалирий - (4138) Калхас - (4489) 1988 AK - (4501) Эврипил - (4543) Феникс - (4833) Мегес - (4834) Фоант - (4835) 1989 BQ - (4836) Медон - (4902) Фессандр - (4946) Аскалаф - (5012) Эвримедон - (5023) Агапенор - (5025) 1986 TS6 - (5027) Андрогей - (5028) Галес - (5041) Теот - (5123) 1989 BL - (5126) Ахеменид - (5209) 1989 CW1 - (5244) Амфилох - (5254) Улисс - (5258) 1989 AU1 - (5259) Эпегей - (5264) Телеф - (5283) Пирр - (5284) Орсилок - (5285) Крефон - (5436) Евмел - (5652) Амфимах - (6090) 1989 DJ - (6545) 1986 TR6 - (7119) Гиера - (7152) Евней - (7214) Антикл - (7543) Прилида - (7641) 1986 TT6 - (8060) Аний - (8125) Тиндарей - (8241) Агрий - (8317) Эврисак - (9431) 1996 PS1 - (9590) 1991 DK1 - (9694) Ликомед - (9712) Навплий - (9713) Океакс - (9790) 1995 OK8 - (9799) 1996 RJ - (9807) 1997 SJ4 - (9817) Терсандр - (9818) Эвримах - (9828) Антимах - (9857) 1991 EN - (9907) Ойлей - (10247) Амфиарай - (10664) Фемий - (10989) Долий - (11251) Икарион - (11252) Лаэрт - (11351) 1997 TS25 - (11395) 1998 XN77 - (11396) 1998 XZ77 - (11397) 1998 XX93 - (11428) Алкиной - (11429) Демодок - (11668) Балия - (12054) 1997 TT9 - (12238) Актор - (12658) Пейрай - (12714) Алким - (12916) Этеоней - (12917) 1998 TG16 - (12921) 1998 WZ5 - (12972) Эвмей - (12973) Меланфия - (12974) Галиферс - (13060) 1991 EJ - (13062) Подарк - (13181) Пенелей - (13182) 1996 SO8 - (13183) 1996 TW - (13184) Авгий - (13185) Агасфен - (13229) Эхион - (13230) 1997 VG1 - (13323) 1998 SQ - (13331) 1998 SU52 - (13353) 1998 TU12 - (13362) 1998 UQ16 - (13366) 1998 US24 - (13372) 1998 VU6 - (13379) 1998 WX9 - (13383) 1998 XS31 - (13385) 1998 XO79 - (13387) Ир - (13463) Антиф - (13475) Орест - (13650) Перимед - (13694) 1997 WW7 - (13780) 1998 UZ8 - (13782) 1998 UM18 - (13790) 1998 UF31 - (13862) 1999 XT160 - (14235) 1999 XA187 - (14268) 2000 AK156 - (14518) 1996 RZ30 - (14690) 2000 AR25 - (14707) 2000 CC20 - (14791) Атрей - (14792) Тиест - (15033) 1998 VY29 - (15094) 1999 WB2 - (15398) 1997 UZ23 - (15436) 1998 VU30 - (15440) 1998 WX4 - (15442) 1998 WN11 - (15521) 1999 XH133 - (15527) 1999 YY2 - (15529) 2000 AA80 - (15535) 2000 AT177 - (15536) 2000 AG191 - (15539) 2000 CN3 - (15651) Тлеполем - (15663) Перифант - (15913) Телемах - (16099) 1999 VQ24 - (16152) 1999 YN12 - (16974) 1998 WR21 - (17351) Фейдипп - (17874) 1998 YM3 - (18058) 1999 XY129 - (18060) 1999 XJ156 - (18062) 1999 XY187 - (18063) 1999 XW211 - (18071) 2000 BA27 - (18263) Анхиал - (19725) 1999 WT4 - (19913) Эгиптий - (20144) 1996 RA33 - (20424) 1998 VF30 - (20428) 1998 WG20 - (20716) 1999 XG91 - (20720) 1999 XP101 - (20729) 1999 XS143 - (20738) 1999 XG191 - (20739) 1999 XM193 - (20947) Полиник - (20952) Тидей - (20961) Аркесилай - (20995) 1985 VY - (21271) 1996 RF33 - (21284) Пандион - (21370) 1997 TB28 - (21371) 1997 TD28 - (21372) 1997 TM28 - (21593) 1998 VL27 - (21595) 1998 WJ5 - (21599) 1998 WA15 - (21601) 1998 XO89 - (21602) Иалмен - (21900) 1999 VQ10 - (22008) 1999 XM71 - (22009) 1999 XK77 - (22010) 1999 XM78 - (22012) 1999 XO82 - (22014) 1999 XQ96 - (22035) 1999 XR170 - (22041) 1999 XK192 - (22042) 1999 XP194 - (22049) 1999 XW257 - (22052) 2000 AQ14 - (22054) 2000 AP21 - (22055) 2000 AS25 - (22056) 2000 AU31 - (22059) 2000 AD75 - (22149) 2000 WD49 - (22199) Клоний - (22203) Профенор - (22222) Ходиос - (22227) Поликсен - (22404) 1995 ME4 - (22503) Фалпий - (23075) 1999 XV83 - (23114) 2000 AL16 - (23118) 2000 AU27 - (23119) 2000 AP33 - (23123) 2000 AU57 - (23126) 2000 AK95 - (23135) 2000 AN146 - (23144) 2000 AY182 - (23152) 2000 CS8 - (23269) 2000 YH62 - (23285) 2000 YH119 - (23355) Элефенор - (23382) Эпистроф - (23383) Схеней - (23480) 1991 EL - (23622) 1996 RW29 - (23624) 1996 UX3 - (23706) 1997 SY32 - (23709) 1997 TA28 - (23710) 1997 UJ - (23939) 1998 TV33 - (23947) 1998 UH16 - (23958) 1998 VD30 - (23963) 1998 WY8 - (23968) 1998 XA13 - (23970) 1998 YP6 - (24212) 1999 XW59 - (24225) 1999 XV80 - (24233) 1999 XD94 - (24244) 1999 XY101 - (24275) 1999 XW167 - (24279) 1999 XR171 - (24312) 1999 YO22 - (24313) 1999 YR27 - (24340) 2000 AP84 - (24341) 2000 AJ87 - (24357) 2000 AC115 - (24380) 2000 AA160 - (24390) 2000 AD177 - (24403) 2000 AX193 - (24420) 2000 BU22 - (24426) 2000 CR12 - (24479) 2000 WU157 - (24485) 2000 YL102 - (24486) 2000 YR102 - (24498) 2001 AC25 - (24501) 2001 AN37 - (24505) 2001 BZ - (24506) 2001 BS15 - (24508) 2001 BL26 - (24519) 2001 CH - (24528) 2001 CP11 - (24530) 2001 CP18 - (24531) 2001 CE21 - (24534) 2001 CX27 - (24536) 2001 CN33 - (24537) 2001 CB35 - (24539) 2001 DP5 - (24587) Капаней - (24603) Мекистей - (24882) 1996 RK30 - (25895) 2000 XN9 - (25910) 2001 BM50 - (25911) 2001 BC76 - (25937) 2001 DY92 - (25938) 2001 DC102 - (26057) Анкей - (26486) 2000 AQ231 - (26510) 2000 CZ34 - (26601) 2000 FD1 - (26705) 2001 FL145 - (26763) Пирифой - (28958) 2001 CQ42 - (28960) 2001 DZ81 - (30020) 2000 DZ5 - (30102) 2000 FC1 - (30510) 2001 DM44 - (31835) 2000 BK16 - (32498) 2000 XX37 - (33822) 2000 AA231 - (34684) 2001 CJ28 - (34993) Эвемон - (35272) 1996 RH10 - (35276) 1996 RS25 - (35277) 1996 RV27 - (35363) 1997 TV28 - (35672) 1998 UZ14 - (35673) 1998 VQ15 - (36259) 1999 XM74 - (36265) 1999 XV156 - (36267) 1999 XB211 - (36268) 1999 XT213 - (36269) 1999 XB214 - (36270) 1999 XS248 - (36271) 2000 AV19 - (36279) 2000 BQ5 - (37281) 2000 YA61 - (37297) 2001 BQ77 - (37298) 2001 BU80 - (37299) 2001 CN21 - (37300) 2001 CW32 - (37301) 2001 CA39 - (37685) 1995 OU2 - (37710) 1996 RD12 - (37714) 1996 RK29 - (37715) 1996 RN31 - (37716) 1996 RP32 - (37732) 1996 TY68 - (37789) 1997 UL16 - (37790) 1997 UX26 - (38050) 1998 VR38 - (38051) 1998 XJ5 - (38052) 1998 XA7 - (38574) 1999 WS4 - (38585) 1999 XD67 - (38592) 1999 XH162 - (38594) 1999 XF193 - (38596) 1999 XP199 - (38597) 1999 XU200 - (38598) 1999 XQ208 - (38599) 1999 XC210 - (38600) 1999 XR213 - (38606) 1999 YC13 - (38607) 2000 AN6 - (38609) 2000 AB26 - (38610) 2000 AU45 - (38611) 2000 AS74 - (38614) 2000 AA113 - (38615) 2000 AV121 - (38617) 2000 AY161 - (38619) 2000 AW183 - (38621) 2000 AG201 - (39229) 2000 YJ30 - (39264) 2000 YQ139 - (39270) 2001 AH11 - (39275) 2001 AV37 - (39278) 2001 BK9 - (39280) 2001 BE24 - (39284) 2001 BB62 - (39285) 2001 BP75 - (39286) 2001 CX6 - (39287) 2001 CD14 - (39288) 2001 CD21 - (39289) 2001 CT28 - (39292) 2001 DS4 - (39293) 2001 DQ10 - (39362) 2002 BU1 - (39369) 2002 CE13 - (39463) Филей - (39691) 1996 RR31 - (39692) 1996 RB32 - (39693) 1996 ST1 - (39793) 1997 SZ23 - (39794) 1997 SU24 - (39795) 1997 SF28 - (39797) 1997 TK18 - (39798) 1997 TW28 - (39803) 1997 UY15 - (40237) 1998 VM6 - (40262) 1999 CF156 - (41268) 1999 XO64 - (41340) 1999 YO14 - (41342) 1999 YC23 - (41350) 2000 AJ25 - (41353) 2000 AB33 - (41355) 2000 AF36 - (41359) 2000 AG55 - (41379) 2000 AS105 - (41417) 2000 AL233 - (41426) 2000 CJ140 - (41427) 2000 DY4 - (42036) 2000 YP96 - (42114) 2001 BH4 - (42146) 2001 BN42 - (42168) 2001 CT13 - (42176) 2001 CK22 - (42179) 2001 CP25 - (42182) 2001 CP29 - (42187) 2001 CS32 - (42200) 2001 DJ26 - (42201) 2001 DH29 - (42230) 2001 DE108 - (42367) 2002 CQ134 - (42403) Андремон - (42554) 1996 RJ28 - (42555) 1996 RU31 - (43212) 2000 AL113 - (43436) 2000 YD42 - (43627) 2002 CL224 - (43706) Ификл - (46676) 1996 RF29 - (48269) 2002 AX166 - (51378) 2001 AT33 - (51405) 2001 DL106 - (52645) 1997 XR13 - (53436) 1999 VB154 - (53449) 1999 XG132 - (53469) 2000 AX8 - (53477) 2000 AA54 - (54678) 2000 YW47 - (54680) 2001 AS9 - (54689) 2001 DH101 - (55563) 2002 AW34 - (55568) 2002 CU15 - (55571) 2002 CP82 - (55574) 2002 CF245 - (55578) 2002 GK105 - (56355) 2000 AX130 - (57041) 2001 EN12 - (57904) 2002 ER25 - (57910) 2002 ED61 - (57915) 2002 EB110 - (57920) 2002 EL153 - (58096) Ойней - (58366) 1995 OD8 - (58473) 1996 RN7 - (58475) 1996 RE11 - (58478) 1996 RC29 - (58479) 1996 RJ29 - (58480) 1996 RJ33 - (59049) 1998 TC31 - (59355) 1999 CL153 - (60257) 1999 WB25 - (60313) 1999 XW218 - (60322) 1999 XB257 - (60328) 2000 AH7 - (60383) 2000 AR184 - (60388) 2000 AY217 - (60399) 2000 AY253 - (60401) 2000 BQ21 - (60421) 2000 CZ31 - (63175) 2000 YS55 - (63176) 2000 YN59 - (63193) 2000 YY118 - (63195) 2000 YN120 - (63202) 2000 YR131 - (63205) 2000 YG139 - (63210) 2001 AH13 - (63231) 2001 BA15 - (63234) 2001 BB20 - (63239) 2001 BD25 - (63241) 2001 BJ26 - (63257) 2001 BJ79 - (63259) 2001 BS81 - (63265) 2001 CP12 - (63269) 2001 CE24 - (63272) 2001 CC49 - (63273) 2001 DH4 - (63278) 2001 DJ29 - (63279) 2001 DW34 - (63284) 2001 DM46 - (63286) 2001 DZ68 - (63287) 2001 DT79 - (63290) 2001 DS87 - (63291) 2001 DU87 - (63292) 2001 DQ89 - (63294) 2001 DQ90 - (65000) 2002 AV63 - (65097) 2002 CC4 - (65109) 2002 CV36 - (65111) 2002 CG40 - (65134) 2002 CH96 - (65150) 2002 CA126 - (65174) 2002 CW207 - (65179) 2002 CN224 - (65194) 2002 CV264 - (65205) 2002 DW12 - (65206) 2002 DB13 - (65209) 2002 DB17 - (65210) 2002 EG - (65211) 2002 EK1 - (65216) 2002 EZ13 - (65217) 2002 EY16 - (65223) 2002 EU34 - (65224) 2002 EJ44 - (65225) 2002 EK44 - (65227) 2002 ES46 - (65228) 2002 EH58 | - (65229) 2002 EE61 - (65232) 2002 EO87 - (65240) 2002 EU106 - (65243) 2002 EP118 - (65245) 2002 EH130 - (65250) 2002 FT14 - (65257) 2002 FU36 - (65281) 2002 GM121 - (65583) Теоклимен - (65811) 1996 RW30 - (67065) 1999 XW261 - (68112) 2000 YC143 - (68725) 2002 ED3 - (68766) 2002 EN102 - (68788) 2002 FU13 - (73637) Гуней - (79444) 1997 UM26 - (80251) 1999 WW11 - (80302) 1999 XC64 - (80638) 2000 AM217 - (83975) 2002 AD184 - (83977) 2002 CE89 - (83978) 2002 CC202 - (83979) 2002 EW5 - (83980) 2002 EP9 - (83981) 2002 EJ22 - (83983) 2002 GE39 - (83984) 2002 GL77 - (85030) Адмет - (85394) 1996 RT32 - (85498) 1997 TQ12 - (85798) 1998 VA50 - (85807) 1998 WR10 - (85822) 1998 XC17 - (86377) 2000 AQ12 - (88225) 2001 BN27 - (88227) 2001 BU42 - (88229) 2001 BZ54 - (88240) 2001 CG21 - (88241) 2001 CD23 - (88245) 2001 CH49 - (89829) 2002 BQ29 - (89836) 2002 CM15 - (89841) 2002 CM41 - (89844) 2002 CP64 - (89852) 2002 CY82 - (89858) 2002 CK96 - (89871) 2002 CU143 - (89872) 2002 CZ144 - (89878) 2002 CL207 - (89886) 2002 CT230 - (89898) 2002 CY279 - (89913) 2002 EC24 - (89918) 2002 ER33 - (89922) 2002 EV45 - (89924) 2002 ED51 - (89927) 2002 EP61 - (89934) 2002 EH95 - (89935) 2002 EL138 - (89938) 2002 FR4 - (89940) 2002 FG8 - (90337) 2003 FQ97 - (90569) 2004 GY14 - (95569) 2002 EC114 - (99464) 2002 CC91 - (99950) Евхенор - (100475) 1996 TZ36 - (100619) 1997 TK14 - (100624) 1997 TR28 - (101405) 1998 VJ3 - (101466) 1998 WJ15 - (101492) 1998 XT1 - (101612) 1999 CS8 - (103508) 2000 BV1 - (103989) 2000 DC94 - (107004) 2000 YC112 - (107134) 2001 AE51 - (107178) 2001 BE25 - (107804) 2001 FV58 - (111571) 2002 AD13 - (111736) 2002 CH76 - (111770) 2002 CY152 - (111771) 2002 CZ152 - (111785) 2002 CQ186 - (111805) 2002 CZ256 - (111806) 2002 CP270 - (111819) 2002 DD1 - (111932) 2002 GG33 - (114694) 2003 FC99 - (114710) 2003 GX7 - (116901) 2004 FX147 - (116930) 2004 GE29 - (116954) 2004 HS1 - (116969) 2004 HZ11 - (116970) 2004 HJ15 - (117832) 2005 J5 - (117851) 2005 JE151 - (127846) 2003 FO111 - (128383) 2004 JW52 - (129207) 2005 ND41 - (129583) 1997 SV14 - (129602) 1997 WA12 - (130190) 2000 AG90 - (134720) 2000 AX29 - (134749) 2000 BT24 - (134767) 2000 CS113 - (134957) 2001 DN18 - (134965) 2001 DQ99 - (135540) 2002 CC245 - (135547) 2002 EN14 - (135593) 2002 GW125 - (135594) 2002 GK147 - (136557) Нелей - (137879) 2000 AJ114 - (137954) 2000 CK13 - (138031) 2000 DK9 - (138981) 2001 CE47 - (139009) 2001 DH42 - (141523) 2002 EQ149 - (141577) 2002 GS149 - (141584) 2002 GU178 - (144840) 2004 JX35 - (159378) 1997 TS20 - (159633) 2002 CY21 - (159658) 2002 EV56 - (160135) 2000 YB131 - (160140) 2001 DZ3 - (160527) 1996 RE31 - (160528) 1996 RD32 - (160533) 1996 TT56 - (160534) 1996 TA58 - (160661) 1999 XD225 - (160679) 2000 DB6 - (160856) 2001 DU92 - (161003) 2002 DA2 - (161017) 2002 EP106 - (161018) 2002 EU107 - (161020) 2002 EK158 - (161024) 2002 FM7 - (161027) 2002 FM38 - (161044) 2002 GG181 - (161484) 2004 HU42 - (161489) 2004 KN6 - (161701) 2006 JW41 - (161717) 2006 PL23 - (162046) 1996 RQ31 - (162047) 1996 RJ32 - (162048) 1996 RO32 - (162352) 1999 XS226 - (162380) 2000 AW225 - (162388) 2000 BK39 - (162396) 2000 CV120 - (162805) 2001 AR - (162811) 2001 AG51 - (162822) 2001 BD49 - (162851) 2001 DF39 - (162861) 2001 DY103 - (163102) 2002 AQ125 - (163135) 2002 CT22 - (163155) 2002 CL130 - (163189) 2002 EU6 - (163196) 2002 EN24 - (163208) 2002 EN48 - (163216) 2002 EN68 - (163238) 2002 EQ151 - (163240) 2002 EM157 - (163245) 2002 FW23 - (163256) 2002 GU35 - (163263) 2002 GA71 - (163702) 2003 FR72 - (163731) 2003 KD - (164208) 2004 HB27 - (164210) 2004 JH21 - (164212) 2004 JB48 - (164585) Эномай - (165531) 2001 CD37 - (165551) 2001 DZ40 - (165569) 2001 DG91 - (166115) 2002 CO208 - (166123) 2002 CF223 - (166136) 2002 CN296 - (166148) 2002 EU14 - (166211) 2002 EP135 - (166230) 2002 FB17 - (166285) 2002 GY127 - (166351) 2002 KP7 - (167686) 2004 JX23 - (168033) 2005 JJ143 - (168280) 2007 QR5 - (168362) 1996 RV28 - (168364) 1996 TZ19 - (171253) 2005 NJ12 - (171424) 2007 NL2 - (171433) Профой - (172819) 2004 JN42 - (173084) 2007 PO1 - (173086) Нирей - (173117) Промах - (175471) 2006 QA138 - (178387) 1997 TN30 - (189493) 1999 XL257 - (189616) 2001 BQ17 - (189772) 2002 CQ78 - (189775) 2002 CQ130 - (189859) 2003 HB17 - (190005) 2004 KQ17 - (190229) 2006 OO5 - (190264) 2007 NE2 - (190267) 2007 VL6 - (190268) 2007 XU3 - (190294) 1995 QC6 - (190301) 1996 RA14 - (190309) 1997 SX13 - (190311) 1997 TM2 - (190351) 1998 XV1 - (190352) 1998 XC23 - (190353) 1998 XK99 - (190442) 1999 XE225 - (190446) 2000 AL8 - (190458) 2000 BG40 - (190665) 2000 YG98 - (190669) 2000 YJ117 - (190674) 2001 BZ18 - (190681) 2001 CW23 - (190689) 2001 DO93 - (191028) 2002 AS168 - (191054) 2002 CZ80 - (191060) 2002 CT111 - (191068) 2002 CL149 - (191075) 2002 CM208 - (191078) 2002 CE216 - (191088) 2002 CP286 - (191089) 2002 CS291 - (191102) 2002 EW14 - (191103) 2002 EF42 - (191104) 2002 ET44 - (191107) 2002 ER57 - (191108) 2002 EX58 - (191114) 2002 EB81 - (191115) 2002 ES83 - (191116) 2002 ES84 - (191291) 2003 FH103 - (191303) 2003 GU35 - (191912) 2005 JL133 - (191913) 2005 LO25 - (191914) 2005 MT14 - (191915) 2005 MJ19 - (192215) 2007 MH19 - (192217) 2007 PT9 - (192218) 2007 PX45 - (192220) Эклей - (192221) 2007 RQ278 - (192222) 2007 RZ281 - (192223) 2007 VM6 - (192224) 2007 VO6 - (192343) 1995 SU14 - (192345) 1995 SG24 - (192386) 1996 RE14 - (192388) 1996 RD29 - (192389) 1996 RT29 - (192390) 1996 RO30 - (192393) 1996 TT22 - (192423) 1997 SM26 - (192442) 1997 WJ3 - (192448) 1997 WY15 - (192929) 2000 AT44 - (192938) 2000 AJ185 - (192942) 2000 AB219 - (192964) 2000 CF127 - (192966) 2000 CS140 - (193535) 2000 YS109 - (193570) 2001 AR36 - (193592) 2001 BN46 - (193602) 2001 BL70 - (193641) 2001 DH16 - (193670) 2001 DY76 - (195041) 2002 CV58 - (195056) 2002 CN80 - (195084) 2002 CL109 - (195104) 2002 CN130 - (195117) 2002 CT143 - (195126) 2002 CY158 - (195152) 2002 CW210 - (195153) 2002 CG213 - (195167) 2002 CT235 - (195188) 2002 CS273 - (195217) 2002 DU11 - (195218) 2002 DX12 - (195230) 2002 ER4 - (195232) 2002 EB8 - (195245) 2002 EN37 - (195258) 2002 EN52 - (195269) 2002 EZ60 - (195273) 2002 EW63 - (195284) 2002 EC76 - (195286) 2002 EC79 - (195287) 2002 EV79 - (195308) 2002 EK106 - (195309) 2002 EY106 - (195312) 2002 EW109 - (195315) 2002 EF113 - (195318) 2002 EE116 - (195324) 2002 EO123 - (195337) 2002 EG142 - (195351) 2002 EH157 - (195412) 2002 GF39 - (195415) 2002 GJ40 - (195467) 2002 GT114 - (195490) 2002 GO150 - (195495) 2002 GY162 - (195505) 2002 GT179 - (196316) 2003 FZ34 - (196318) 2003 FZ37 - (196364) 2003 FX110 - (196408) 2003 GW47 - (196440) 2003 HQ35 - (196488) 2003 KM12 - (197563) 2004 FH148 - (197586) 2004 HQ11 - (197593) 2004 HA43 - (197619) 2004 JC37 - (197620) 2004 JL39 - (197624) 2004 JO43 - (197628) 2004 KS1 - (197630) 2004 KJ4 - (198858) 2005 LN51 - (199791) 2006 MN9 - (199792) 2006 PJ1 - (199793) 2006 PK14 - (199796) 2006 UN217 - (200022) 2007 OW5 - (200023) 2007 OU6 - (200024) 2007 OO7 - (200027) 2007 PM27 - (200028) 2007 PW28 - (200029) 2007 PH37 - (200032) 2007 PU43 - (200035) 2007 RZ71 - (200036) 2007 RH77 - (200037) 2007 RW105 - (200042) 2007 TE32 - (200046) 2007 TP371 - (200051) 2008 OE10 - (200057) 2008 PT16 - (200069) Аластор - (200544) 2001 FJ86 - (201006) 2002 CH185 - (201039) 2002 ES5 - (201040) 2002 EX7 - (202752) 2007 PX30 - (202756) 2007 QL11 - (202758) 2007 RJ19 - (202783) 2007 YK2 - (202791) 2008 QC4 - (202797) 2008 QR30 - (202824) 2008 SX107 - (202850) 2008 TM78 - (202854) 2008 TJ99 - (202855) 2008 TX109 - (203210) 2001 DR100 - (203891) 2003 FR43 - (204619) 2005 LB37 - (204847) 2007 RN63 - (204911) 2008 QE5 - (204927) 2008 TM52 - (205380) 2001 BT31 - (207749) 2007 RC286 - (207892) 2008 SG182 - (210237) 2007 RQ154 - (212694) 2007 PT11 - (213119) 2000 AT220 - (213491) 2002 GO15 - (214093) 2004 JQ43 - (214376) 2005 LF20 - (215107) 1996 RX15 - (215243) 2001 DG97 - (215407) 2002 EK115 - (216307) 2007 TM92 - (216419) 2008 SJ172 - (216421) 2008 TD3 - (216423) 2008 TZ135 - (216462) Полифонт - (216883) 2008 QG41 - (217612) 2008 TD126 - (217670) 1998 UQ6 - (218070) 2002 FL37 - (219057) 1996 RA30 - (219070) 1997 TL20 - (219125) 1998 US11 - (219139) 1998 WM24 - (219140) 1998 WO39 - (219141) 1998 XZ6 - (219466) 2001 AQ10 - (219834) 2002 CK80 - (219835) 2002 CH82 - (219837) 2002 CH109 - (219844) 2002 CQ148 - (219857) 2002 CB230 - (219866) 2002 CS266 - (219881) 2002 ES32 - (219890) 2002 EO80 - (219892) 2002 EF95 - (219896) 2002 EW111 - (219897) 2002 ET114 - (219902) 2002 EG134 - (219905) 2002 ET140 - (219907) 2002 EL160 - (219908) 2002 ES161 - (219954) 2002 GL184 - (219958) 2002 JG16 - (220312) 2003 EX42 - (220318) 2003 EG63 - (220324) 2003 FA32 - (220333) 2003 FM133 - (220335) 2003 GD8 - (220336) 2003 GM8 - (220342) 2003 GP27 - (220351) 2003 HK22 - (220355) 2003 JG11 - (220356) 2003 JJ15 - (220530) 2004 FT18 - (220555) 2004 GG82 - (220570) 2004 HB52 - (220574) 2004 HR57 - (220951) 2005 LT17 - (221542) 2006 UB63 - (221780) 2007 MD11 - (221785) 2007 VJ6 - (221786) 2007 VA8 - (221908) Агастроф - (221909) 2008 QY14 - (221910) 2008 QT23 - (221911) 2008 QX41 - (221912) 2008 RU25 - (221913) 2008 RS28 - (221914) 2008 RW33 - (221915) 2008 SH8 - (221916) 2008 SQ81 - (221917) Опит - (221995) 1997 TT21 - (222049) 1998 UT50 - (222056) 1998 WK24 - (222063) 1998 XK6 - (222134) 1999 VK112 - (222379) 2001 BU56 - (222384) 2001 DO48 - (222773) 2002 CB97 - (222785) 2002 CK183 - (222790) 2002 CB205 - (222791) 2002 CG205 - (222821) 2002 CB316 - (222826) 2002 DS19 - (222827) 2002 DP20 - (222831) 2002 EE8 - (222840) 2002 EC57 - (222843) 2002 EB80 - (222844) 2002 EH82 - (222847) 2002 EL85 - (222851) 2002 EA109 - (222854) 2002 EL119 - (222859) 2002 EX128 - (222861) 2002 EZ134 - (222862) 2002 EA136 - (222864) 2002 ET136 - (222871) 2002 FA27 - (223238) 2003 EY42 - (223251) 2003 FB70 - (223268) 2003 GZ21 - (223272) 2003 GC33 - (223615) 2004 HP72 - (223631) 2004 JJ54 - (224020) 2005 JL160 - (224782) 2006 JB42 - (224792) 2006 SF371 - (224793) 2006 SG371 - (225089) 2007 PG28 - (225091) 2007 TJ350 - (225209) 2008 OT20 - (225210) 2008 QB31 - (225211) 2008 QG42 - (225212) 2008 RF25 - (225213) 2008 RJ27 - (225214) 2008 RM58 - (225215) 2008 RB65 - (225216) 2008 RV76 - (225217) 2008 RA83 - (225218) 2008 RD95 - (225219) 2008 RO126 - (225220) 2008 RX128 - (225221) 2008 SN22 - (225222) 2008 SP32 - (225223) 2008 SV36 - (225224) 2008 SH41 - (225226) 2008 SH213 - (225227) 2008 TO65 | - (225228) 2008 TE92 - (225229) 2008 TB149 - (225230) 2008 UX4 - (225276) Лейтос - (225294) 1995 QA6 - (225296) 1995 SQ67 - (225318) 1997 SU32 - (225319) 1997 TV19 - (225359) 1998 WJ24 - (225623) 2001 BS16 - (225624) 2001 BJ39 - (225632) 2001 EX19 - (225984) 2002 CJ228 - (225993) 2002 CF309 - (226005) 2002 EP14 - (226022) 2002 EX112 - (226027) 2002 EK127 - (226030) 2002 ER153 - (226033) 2002 FR18 - (226036) 2002 FC32 - (226053) 2002 GD118 - (226067) 2002 HQ14 - (226348) 2003 FW132 - (226349) 2003 FL133 - (226352) 2003 GZ13 - (226355) 2003 GR24 - (226358) 2003 G6 - (226361) 2003 HP13 - (226367) 2003 HW58 - (226691) 2004 JA22 - (227077) 2005 LT18 - (227078) 2005 LZ18 - (227082) 2005 LY49 - (227759) 2006 MQ10 - (228004) 2007 QC5 - (228005) 2007 QR12 - (228006) 2007 RL6 - (228007) 2007 RE27 - (228008) 2007 RG157 - (228009) 2007 RL162 - (228010) 2007 RL164 - (228011) 2007 RB288 - (228071) 2008 OT22 - (228077) 2008 QD6 - (228084) 2008 RV3 - (228085) 2008 RT29 - (228086) 2008 RX78 - (228088) 2008 RM105 - (228089) 2008 RV126 - (228090) 2008 RE127 - (228095) 2008 SF24 - (228096) 2008 SA27 - (228097) 2008 SQ31 - (228098) 2008 SM38 - (228099) 2008 SC51 - (228101) 2008 SP154 - (228102) 2008 SY172 - (228103) 2008 SA192 - (228104) 2008 SF197 - (228105) 2008 SA224 - (228106) 2008 SZ229 - (228107) 2008 SS231 - (228108) 2008 SU277 - (228110) Эвдор - (228111) 2008 TK10 - (228112) 2008 TG35 - (228113) 2008 TZ50 - (228114) 2008 TB61 - (228115) 2008 TK76 - (228116) 2008 TK82 - (228117) 2008 TJ93 - (228118) 2008 TZ111 - (228119) 2008 TM136 - (228120) 2008 TV139 - (228121) 2008 TN175 - (228122) 2008 UH11 - (228123) 2008 UH45 - (228124) 2008 YC7 - (228125) 2008 YV30 - (228140) 2009 RT33 - (228148) 2009 SH19 - (228150) 2009 SJ38 - (228155) 2009 SF61 - (228162) 2009 SO141 - (228239) 1998 TK21 - (228290) 2000 CS69 - (229760) 2007 RM225 - (229761) 2007 RC288 - (229808) 2008 SB148 - (229809) 2008 SA164 - (229811) 2008 ST187 - (229813) 2008 SW223 - (229816) 2008 SY261 - (229822) 2008 TA112 - (229826) 2008 UK8 - (229832) 2008 WQ33 - (229851) 2009 SQ267 - (229859) 2009 TD6 - (229878) 2009 UE40 - (229902) 2009 VA81 - (229998) 2000 CG106 - (230339) 2002 CD200 - (231464) 2007 PR4 - (231493) 2008 QT19 - (231509) 2008 RT69 - (231516) 2008 RK124 - (231572) 2008 UN9 - (231610) 2009 RK12 - (231612) 2009 RO64 - (231613) 2009 SQ25 - (231615) 2009 SK78 - (231620) 2009 SY128 - (231621) 2009 SB132 - (231623) 2009 SR207 - (231631) 2009 TV41 - (231636) 2009 UP84 - (231664) 2009 YL6 - (231666) Аисимн - (231692) 1997 WK14 - (233578) 2007 QK5 - (233600) 2007 RO168 - (233683) 2008 RG113 - (233773) 2008 TU146 - (233790) 2008 UY23 - (233827) 2008 UF244 - (233915) 2009 RE73 - (233918) 2009 SU146 - (233925) 2009 UL2 - (236878) 2007 RJ283 - (237025) 2008 SY39 - (237035) 2008 SL91 - (237332) 2009 UN87 - (237338) 2009 WS60 - (241573) 1995 QE9 - (241576) 1995 SE31 - (241581) 1996 RF14 - (241582) 1996 RY30 - (241589) 1997 SG14 - (241643) 2000 AJ206 - (241754) 2001 CA1 - (241956) 2002 ET8 - (241958) 2002 ED72 - (242177) 2003 HN24 - (242597) 2005 JY28 - (242624) 2005 KH13 - (242917) 2006 OZ2 - (243084) 2007 NL7 - (243088) 2007 PL45 - (243159) 2007 TD74 - (243313) 2008 RH3 - (243314) 2008 RA15 - (243315) 2008 RP18 - (243316) 2008 RL32 - (243318) 2008 RS101 - (243322) 2008 SG31 - (243323) 2008 SO36 - (243325) 2008 SR154 - (243334) 2008 TY109 - (243460) 2009 RA54 - (243479) 2009 TY5 - (243484) 2009 TA23 - (243490) 2009 UF19 - (243494) 2009 UF74 - (243496) 2009 UV105 - (243499) 2009 UA131 - (243501) 2009 UR139 - (243504) 2009 VD77 - (243509) 2009 WB80 - (246145) 2007 PE9 - (246147) 2007 PM16 - (246546) 2008 SM12 - (246550) 2008 SO47 - (246560) 2008 SA158 - (246831) 2009 UK81 - (246833) 2009 UD136 - (247019) 1999 XJ55 - (247409) 2002 CF79 - (247421) 2002 CD272 - (247437) 2002 EJ11 - (248048) 2004 HD70 - (249005) 2007 PB9 - (249032) 2007 TA - (249241) 2008 OU22 - (249247) 2008 RV9 - (249256) 2008 SH38 - (249258) 2008 SP53 - (249481) 2009 TE23 - (249486) 2009 UO69 - (251536) 2008 SK257 - (251701) 1996 TD16 - (251702) 1996 TS16 - (251742) 1998 VD57 - (251743) 1998 WO24 - (251744) 1998 WS24 - (252159) 2001 CN10 - (252173) 2001 DL10 - (252179) 2001 DN60 - (252683) 2002 AE166 - (252698) 2002 C4 - (252702) 2002 CB91 - (252711) 2002 CU152 - (252720) 2002 CE201 - (252724) 2002 CN228 - (252737) 2002 CW306 - (252740) 2002 CO315 - (252741) 2002 CW315 - (252742) 2002 DG19 - (252743) 2002 EJ1 - (252746) 2002 EX5 - (252762) 2002 EY58 - (252849) 2002 GA139 - (253330) 2003 ER63 - (253340) 2003 FF39 - (253343) 2003 FC48 - (253347) 2003 FJ64 - (253348) 2003 FP71 - (253356) 2003 FA133 - (253357) 2003 FO133 - (253362) 2003 GL24 - (253364) 2003 GO27 - (253377) 2003 HC43 - (253380) 2003 HY58 - (253382) 2003 JG8 - (254079) 2004 HT78 - (254465) 2005 CC69 - (254630) 2005 JJ60 - (254669) 2005 LO19 - (254679) 2005 LU50 - (254681) 2005 MU3 - (254682) 2005 MW3 - (254691) 2005 MG24 - (256550) 2007 LV14 - (256553) 2007 PT4 - (256556) 2007 RD237 - (257193) 2008 PK19 - (257195) 2008 QY41 - (257196) 2008 RE3 - (257197) 2008 RG33 - (257198) 2008 RE54 - (257199) 2008 RW58 - (257200) 2008 RJ65 - (257201) 2008 RT66 - (257202) 2008 RU122 - (257203) 2008 RW122 - (257204) 2008 SQ220 - (257205) 2008 TT64 - (257206) 2008 UA - (257375) 2009 QZ47 - (257376) 2009 QW57 - (257380) 2009 SO10 - (257381) 2009 SK38 - (257383) 2009 SO52 - (257384) 2009 SO60 - (257385) 2009 ST121 - (257386) 2009 SN122 - (257387) 2009 SO137 - (257388) 2009 SD154 - (257389) 2009 SY155 - (257390) 2009 SM189 - (257392) 2009 ST203 - (257393) 2009 SZ211 - (257394) 2009 SV215 - (257395) 2009 SW216 - (257397) 2009 SL229 - (257398) 2009 SY246 - (257399) 2009 SX253 - (257400) 2009 SK264 - (257401) 2009 SM264 - (257402) 2009 SG297 - (257404) 2009 SF315 - (257405) 2009 SG330 - (257406) 2009 ST334 - (257407) 2009 SO356 - (257409) 2009 SB360 - (257411) 2009 TM18 - (257412) 2009 UY2 - (257413) 2009 UB61 - (257415) 2009 UP118 - (257416) 2009 UV147 - (257418) 2009 WD2 - (257486) 1995 SC24 - (257495) 1995 UE67 - (257505) 1996 RH33 - (257561) 1998 TS25 - (257566) 1998 WP37 - (257775) 2000 CW129 - (257946) 2000 YJ15 - (257967) 2001 CZ10 - (257987) 2001 DY77 - (258538) 2002 BL31 - (258567) 2002 CC94 - (258597) 2002 CJ204 - (258621) 2002 CF316 - (258624) 2002 DM13 - (258627) 2002 DA15 - (258628) 2002 DW15 - (258631) 2002 EZ7 - (258646) 2002 EK51 - (258656) 2002 ES76 - (258669) 2002 ET118 - (258670) 2002 ED120 - (258683) 2002 EX154 - (258684) 2002 EX157 - (258685) 2002 EK160 - (258686) 2002 EB163 - (258698) 2002 GO29 - (258762) 2002 HX17 - (259316) 2003 FJ38 - (259342) 2003 FB133 - (259343) 2003 FK133 - (259357) 2003 GH46 - (259360) 2003 GA57 - (259361) 2003 GJ57 - (259370) 2003 HQ14 - (260701) 2005 JV120 - (260726) 2005 LQ2 - (262002) 2006 QE57 - (263078) 2007 RU150 - (263080) 2007 RU226 - (263096) 2007 TO161 - (263122) 2007 VC6 - (263792) 2008 QX5 - (263794) 2008 QQ37 - (263795) 2008 QP41 - (263796) 2008 QP42 - (263797) 2008 RK2 - (263799) 2008 RA10 - (263800) 2008 RQ16 - (263801) 2008 RU16 - (263802) 2008 RG19 - (263803) 2008 RK27 - (263804) 2008 RD31 - (263805) 2008 RP31 - (263806) 2008 RW37 - (263807) 2008 RJ45 - (263808) 2008 RQ54 - (263809) 2008 RU55 - (263810) 2008 RD56 - (263811) 2008 RV99 - (263812) 2008 RW121 - (263814) 2008 RS122 - (263815) 2008 RH125 - (263816) 2008 RV125 - (263817) 2008 RJ126 - (263818) 2008 RX126 - (263819) 2008 RR128 - (263821) 2008 SX41 - (263822) 2008 SO49 - (263823) 2008 SD78 - (263825) 2008 SM172 - (263826) 2008 SA180 - (263827) 2008 SR190 - (263828) 2008 SG191 - (263829) 2008 SL222 - (263830) 2008 SK227 - (263831) 2008 SR254 - (263832) 2008 SU279 - (263833) 2008 TJ53 - (263834) 2008 TS54 - (263836) 2008 TU100 - (263837) 2008 TJ130 - (263840) 2008 WG61 - (264048) 2009 RX33 - (264050) 2009 RJ52 - (264051) 2009 RD54 - (264053) 2009 RY62 - (264055) 2009 SY5 - (264057) 2009 SA26 - (264059) 2009 SP39 - (264060) 2009 SO75 - (264065) 2009 SN136 - (264066) 2009 SR136 - (264068) 2009 SQ148 - (264071) 2009 SW159 - (264073) 2009 SA184 - (264074) 2009 SF185 - (264075) 2009 ST185 - (264076) 2009 SM198 - (264083) 2009 SM246 - (264084) 2009 SN246 - (264085) 2009 SF247 - (264086) 2009 SN249 - (264087) 2009 SL252 - (264089) 2009 SJ256 - (264094) 2009 SS287 - (264100) 2009 SO301 - (264101) 2009 SN302 - (264103) 2009 SF306 - (264109) 2009 SK339 - (264110) 2009 SL339 - (264114) 2009 SK353 - (264116) 2009 SV355 - (264119) 2009 TT7 - (264120) 2009 TJ10 - (264121) 2009 TD16 - (264123) 2009 TG33 - (264125) 2009 TE35 - (264130) 2009 TK46 - (264132) 2009 UC5 - (264133) 2009 UX15 - (264134) 2009 UZ21 - (264135) 2009 UX50 - (264138) 2009 UX77 - (264139) 2009 UP78 - (264141) 2009 UG87 - (264144) 2009 UJ91 - (264145) 2009 UY97 - (264147) 2009 UF132 - (264150) Dolops - (264153) 2009 VH80 - (264154) 2009 VA107 - (264155) 2009 VJ109 - (264156) 2009 WV5 - (264157) 2009 YM - (264164) 2010 AV106 - (264166) 2010 AA123 - (264387) 2000 DR89 - (264770) 2002 FS40 - (265294) 2004 GO51 - (266644) 2008 SP143 - (266647) 2008 SH229 - (266648) 2008 SX260 - (266656) 2008 TG142 - (266662) 2008 UJ209 - (266736) 2009 SU3 - (266772) 2009 SW172 - (266779) 2009 SO217 - (266791) 2009 SA271 - (266808) 2009 SN355 - (266813) 2009 SW363 - (266851) 2009 UK79 - (266869) 2009 UZ151 - (266898) 2009 WY105 - (266953) 2010 UC27 - (266962) 2010 VG48 - (266965) 2010 VB58 - (266979) 2010 WC16 - (266982) 2010 WL62 - (266988) 2010 XF35 - (266992) 2010 XR43 - (266995) 2010 XD67 - (266996) 2010 XQ78 - (267099) 1999 XG227 - (269327) 2008 SC278 - (269356) 2008 UF90 - (269420) 2009 SD107 - (269464) 2009 SK348 - (269549) 2009 WS5 - (269620) 2010 UJ58 - (269621) 2010 UX96 - (269622) 2010 VF38 - (269623) 2010 VA173 - (270504) 2002 EY161 - (272124) 2005 MD11 - (274272) 2008 PC12 - (274401) 2008 RW124 - (274404) 2008 RT128 - (274506) 2008 SV144 - (274562) 2008 SO278 - (274566) 2008 SR291 - (274634) 2008 TM88 - (274651) 2008 TF149 - (274666) 2008 TG174 - (274675) 2008 UZ7 - (274680) 2008 UL12 - (274773) 2008 UV348 - (274870) 2009 RH56 - (274905) 2009 SR110 - (274970) 2009 SK347 - (274976) 2009 SR355 - (274988) 2009 TG9 - (275006) 2009 TM39 - (275007) 2009 TW40 - (275059) 2009 UD117 - (275116) 2009 VD57 - (275137) 2009 VP72 - (275278) 2010 AV93 - (275279) 2010 AM107 - (275319) 2010 UZ24 - (275322) 2010 UP83 - (275324) 2010 UH99 - (275332) 2010 VV172 - (275333) 2010 VT192 - (275342) 2010 XV34 - (275371) 2011 AZ54 - (279204) 2009 UM8 - (279282) 2009 WF35 - (279487) 2010 XT38 - (279511) 2011 AQ72 - (280072) 2002 CL218 - (283176) 2009 QF59 - (283236) 2010 TT162 - (285180) 1996 TH16 - (285228) 1997 SC12 | - (285232) 1997 SS21 - (285236) 1997 TF12 - (286548) 2002 CP158 - (286571) 2002 CR207 - (286575) 2002 CF211 - (286617) 2002 DL20 - (286631) 2002 EZ26 - (286684) 2002 EC158 - (286685) 2002 EP160 - (287574) 2003 FU32 - (287577) 2003 FE42 - (287600) 2003 FH133 - (289734) 2005 JB29 - (289790) 2005 JS112 - (289838) 2005 LK26 - (289861) 2005 MQ11 - (292600) 2006 TU107 - (294132) 2007 TQ274 - (294159) 2007 TS352 - (295449) 2008 OX22 - (295481) 2008 QH37 - (295488) 2008 RF14 - (295490) 2008 RD18 - (295491) 2008 RO20 - (295497) 2008 RE37 - (295500) 2008 RQ45 - (295502) 2008 RM51 - (295503) 2008 RE55 - (295504) 2008 RF57 - (295509) 2008 RQ73 - (295513) 2008 RR82 - (295520) 2008 RP112 - (295527) 2008 RV119 - (295528) 2008 RZ119 - (295529) 2008 RK121 - (295530) 2008 RC124 - (295531) 2008 RK125 - (295553) 2008 SO42 - (295558) 2008 SM55 - (295578) 2008 SM108 - (295591) 2008 SA136 - (295599) 2008 SY169 - (295618) 2008 SL213 - (295621) 2008 SO223 - (295625) 2008 SM232 - (295627) 2008 SF236 - (295630) 2008 SZ244 - (295634) 2008 SJ253 - (295644) 2008 SH278 - (295645) 2008 SP279 - (295653) 2008 TX4 - (295675) 2008 TF91 - (295676) 2008 TQ92 - (295681) 2008 TD101 - (295686) 2008 TA119 - (295699) 2008 TC173 - (295701) 2008 TW174 - (295710) 2008 UM15 - (295746) 2008 UN100 - (295904) 2008 WP92 - (296581) 2009 RU8 - (296588) 2009 RW30 - (296592) 2009 RA33 - (296603) 2009 RG62 - (296604) 2009 RT63 - (296628) 2009 SN58 - (296634) 2009 SX70 - (296648) 2009 SG122 - (296654) 2009 SW135 - (296664) 2009 SQ155 - (296665) 2009 SS155 - (296666) 2009 SQ156 - (296667) 2009 SM159 - (296671) 2009 SP170 - (296672) 2009 SU173 - (296674) 2009 SH188 - (296682) 2009 SM218 - (296683) 2009 SS227 - (296690) 2009 SM245 - (296691) 2009 SC246 - (296692) 2009 SV246 - (296693) 2009 SD247 - (296694) 2009 SV253 - (296707) 2009 SK313 - (296711) 2009 SF327 - (296720) 2009 SX349 - (296725) 2009 SW354 - (296726) 2009 SA356 - (296738) 2009 TO25 - (296745) 2009 TL46 - (296757) 2009 US29 - (296763) 2009 UB51 - (296774) 2009 UG121 - (296777) 2009 UX130 - (296782) 2009 UW148 - (296783) 2009 UT151 - (296786) 2009 UX153 - (296787) 2009 UR154 - (296793) 2009 VL25 - (296809) 2009 VC79 - (296817) 2009 WF3 - (296853) 2009 WC185 - (296887) 2010 AB88 - (297111) 2010 PY65 - (297144) 2010 TM177 - (297147) 2010 UB6 - (297155) 2010 UV66 - (297158) 2010 UW99 - (297160) 2010 VG22 - (297163) 2010 VT36 - (297168) 2010 VW81 - (297174) 2010 VB136 - (297178) 2010 WF24 - (297182) 2010 WD49 - (297194) 2010 XX68 - (297195) 2010 XS76 - (297196) 2011 AY26 - (297287) 1997 SC33 - (301018) 2008 RN126 - (301037) 2008 SN291 - (301579) 2009 UC87 - (301580) 2009 UT94 - (301944) 2000 AS254 - (305544) 2008 QS47 - (306000) 2009 TS21 - (306001) 2009 TD42 - (306003) 2009 WM32 - (306177) 2010 US82 - (306178) 2010 WR11 - (306179) 2010 WA55 - (306753) 2000 YM25 - (307560) 2003 EE54 - (307569) 2003 FR68 - (308314) 2005 LZ45 - (309707) 2008 GC1 - (309733) 2008 RK4 - (309735) 2008 RK50 - (310005) 2009 KE - (310022) 2009 RJ63 - (310025) 2009 TO26 - (310027) 2010 AH95 - (310103) 2010 TL171 - (310104) 2010 UX28 - (310105) 2010 UW35 - (310106) 2010 UV51 - (310107) 2010 UB96 - (310110) 2010 VJ34 - (310112) 2010 VW176 - (310115) 2010 WF13 - (310382) 1995 QD6 - (310397) 1998 WF37 - (310432) 1999 XN226 - (310433) 2000 AH1 - (310439) 2000 AT253 - (310641) 2002 CZ206 - (310645) 2002 CV229 - (310655) 2002 DK20 - (310666) 2002 EW124 - (310668) 2002 EQ140 - (310670) 2002 EY162 - (310867) 2003 GF28 - (310870) 2003 GD48 - (310871) 2003 GG57 - (310872) 2003 HF14 - (311592) 2006 JC42 - (311615) 2006 PP31 - (311997) 2007 MW2 - (312001) 2007 PK2 - (312023) 2007 RT75 - (312457) 2008 QH42 - (312458) 2008 QS42 - (312459) 2008 QG44 - (312461) 2008 RK14 - (312462) 2008 RG17 - (312463) 2008 RZ20 - (312464) 2008 RD46 - (312465) 2008 RJ109 - (312466) 2008 RZ122 - (312467) 2008 SH50 - (312468) 2008 SY61 - (312469) 2008 SN83 - (312471) 2008 ST153 - (312472) 2008 SX216 - (312474) 2008 SP252 - (312475) 2008 SW275 - (312476) 2008 SJ277 - (312477) 2008 SD278 - (312478) 2008 SN293 - (312479) 2008 TX35 - (312480) 2008 TN49 - (312482) 2008 TE127 - (312483) 2008 TD174 - (312484) 2008 UL15 - (312486) 2008 UE190 - (312487) 2008 UZ235 - (312608) 2009 RU53 - (312609) 2009 RW55 - (312610) 2009 RA63 - (312611) 2009 RY68 - (312612) 2009 SE74 - (312614) 2009 SQ120 - (312615) 2009 SJ137 - (312616) 2009 SF141 - (312617) 2009 SZ199 - (312618) 2009 SQ246 - (312619) 2009 SS246 - (312620) 2009 SA252 - (312621) 2009 SZ269 - (312622) 2009 SH313 - (312623) 2009 SQ346 - (312624) 2009 SB355 - (312625) 2009 SK356 - (312626) 2009 TU15 - (312627) 2009 TS26 - (312628) 2009 UA36 - (312629) 2009 UB101 - (312630) 2009 UB107 - (312631) 2009 UR145 - (312632) 2009 UY148 - (312633) 2009 WE5 - (312634) 2009 WM59 - (312635) 2009 WC221 - (312636) 2009 WG229 - (312637) 2010 AP85 - (312638) 2010 AP111 - (312639) 2010 BX15 - (312640) 2010 BJ43 - (312641) 2010 BF52 - (312642) 2010 BH62 - (312643) 2010 BZ111 - (312700) 2010 OY75 - (312707) 2010 PV25 - (312716) 2010 RA31 - (312766) 2010 UW14 - (312770) 2010 UF56 - (312773) 2010 UW82 - (312775) 2010 UP97 - (312778) 2010 VA30 - (312779) 2010 VY33 - (312782) 2010 VB46 - (312786) 2010 VC96 - (312787) 2010 VA114 - (312788) 2010 VF127 - (312791) 2010 VT164 - (312793) 2010 VR180 - (312796) 2010 WQ21 - (312797) 2010 WC22 - (312798) 2010 WC27 - (312799) 2010 WF54 - (312801) 2010 WO66 - (312802) 2010 XM5 - (312803) 2010 XD71 - (312804) 2010 XQ79 - (312805) 2010 XN80 - (312806) 2010 XG85 - (312807) 2010 XM87 - (312948) 1995 SF80 - (312955) 1996 RB19 - (312961) 1997 SG30 - (312962) 1997 SM30 - (313022) 1999 YR12 - (313024) 2000 AV210 - (313142) 2001 DM2 - (313303) 2002 CU269 - (313323) 2002 EJ152 - (313357) 2002 GU146 - (313580) 2003 EM51 - (313896) 2004 KY18 - (314191) 2005 JS119 - (314651) 2006 OC2 - (315195) 2007 PM40 - (315203) 2007 QK15 - (315204) 2007 QM15 - (315205) 2007 QO15 - (315208) 2007 RS22 - (315224) 2007 RR154 - (315368) 2007 VX2 - (315369) 2007 VG6 - (315901) 2008 QY36 - (315902) 2008 QS40 - (315903) 2008 QJ42 - (315905) 2008 RC2 - (315906) 2008 RD4 - (315907) 2008 RF20 - (315909) 2008 RO63 - (315910) 2008 RH64 - (315911) 2008 RH67 - (315913) 2008 RP109 - (315914) 2008 RE113 - (315915) 2008 RB123 - (315916) 2008 RO124 - (315917) 2008 RO125 - (315918) 2008 RT126 - (315919) 2008 RG127 - (315921) 2008 SL23 - (315922) 2008 SW28 - (315923) 2008 SM39 - (315925) 2008 SE96 - (315926) 2008 SW149 - (315928) 2008 SP198 - (315931) 2008 SY233 - (315932) 2008 SX274 - (315933) 2008 SR275 - (315934) 2008 SV279 - (315935) 2008 TK15 - (315936) 2008 TD29 - (315937) 2008 TE49 - (315938) 2008 TV49 - (315939) 2008 TN59 - (315940) 2008 TJ85 - (315941) 2008 TE91 - (315942) 2008 TG101 - (315943) 2008 TY116 - (315944) 2008 TN118 - (315945) 2008 TR118 - (315948) 2008 TL125 - (315949) 2008 TJ126 - (315950) 2008 TT127 - (315951) 2008 TL144 - (315952) 2008 TO148 - (315953) 2008 TK150 - (315954) 2008 TJ176 - (315956) 2008 UJ9 - (315957) 2008 UO9 - (315958) 2008 UR59 - (315960) 2008 UB190 - (315964) 2008 WH17 - (316119) 2009 QL26 - (316127) 2009 RY34 - (316128) 2009 RB57 - (316129) 2009 RH64 - (316130) 2009 RA74 - (316132) 2009 SO19 - (316133) 2009 SX33 - (316134) 2009 SV43 - (316135) 2009 SX65 - (316137) 2009 SM131 - (316141) 2009 SM248 - (316144) 2009 SD304 - (316146) 2009 SV347 - (316147) 2009 SM348 - (316148) 2009 SK352 - (316149) 2009 ST355 - (316150) 2009 SW355 - (316152) 2009 SV361 - (316153) 2009 TZ24 - (316155) 2009 TW41 - (316156) 2009 UW4 - (316157) 2009 UT13 - (316158) 2009 UW26 - (316159) 2009 UH29 - (316160) 2009 UW51 - (316161) 2009 UT76 - (316162) 2009 UE108 - (316163) 2009 VE46 - (316164) 2009 VM71 - (316165) 2009 VP110 - (316166) 2009 WQ1 - (316168) 2009 WA57 - (316169) 2009 WQ96 - (316170) 2009 WV149 - (316173) 2009 WB240 - (316174) 2009 WM250 - (316175) 2010 BM33 - (316176) 2010 BB46 - (316177) 2010 BW70 - (316267) 2010 PW25 - (316431) 2010 TH167 - (316446) 2010 UT53 - (316461) 2010 UQ91 - (316484) 2010 VM61 - (316508) 2010 VD144 - (316528) 2010 VC202 - (316536) 2010 WT35 - (316537) 2010 WP58 - (316538) 2010 WG67 - (316550) 2010 XE81 - (316551) 2010 XA84 - (316552) 2010 XF87 - (316553) 2010 YT1 - (316617) 2011 WJ46 - (316624) 2011 WM88 - (316626) 2011 WT90 - (316629) 2011 WR113 - (316833) 2000 BC52 - (316835) 2000 CB101 - (317287) 2002 FR36 - (317316) 2002 GJ188 - (317668) 2003 GA38 - (318101) 2004 HY40 - (318634) 2005 LG7 - (318641) 2005 LZ38 - (320286) 2007 RR188 - (320302) 2007 RC308 - (321067) 2008 SJ56 - (321070) 2008 SM58 - (321074) 2008 SP67 - (321078) 2008 SY91 - (321082) 2008 SM121 - (321086) 2008 SX165 - (321091) 2008 SX224 - (321095) 2008 SA277 - (321103) 2008 T7 - (321112) 2008 TV124 - (321113) 2008 TQ131 - (321115) 2008 TB142 - (321120) 2008 UL11 - (321138) 2008 UY152 - (321150) 2008 UW301 - (321377) 2009 OQ15 - (321406) 2009 QA1 - (321435) 2009 QM44 - (321513) 2009 SG193 - (321526) 2009 ST235 - (321570) 2009 SE361 - (321580) 2009 TF46 - (321584) 2009 UG21 - (321590) 2009 UE72 - (321597) 2009 UZ126 - (321599) 2009 UJ140 - (321603) 2009 US148 - (321604) 2009 VV2 - (321610) 2009 VG50 - (321611) 2009 VG58 - (321613) 2009 VA86 - (321616) 2009 VR107 - (321625) 2009 WR99 - (321627) 2009 WB102 - (321628) 2009 WV107 - (321631) 2009 WU167 - (321651) 2010 BY9 - (321652) 2010 BV47 - (321653) 2010 BP59 - (321656) 2010 BM90 - (321657) 2010 BM117 - (321674) 2010 CU240 - (321676) 2010 DN30 - (321986) 2010 US58 - (321987) 2010 UT58 - (322058) 2010 VX78 - (322068) 2010 VK98 - (322071) 2010 VU107 - (322080) 2010 VP117 - (322137) 2010 VV192 - (322157) 2010 WC61 - (322167) 2010 XA13 - (322171) 2010 XG21 - (322194) 2010 XW76 - (322196) 2010 XV78 - (322316) 2011 GG - (322519) 2011 YJ4 - (322520) 2011 YD8 - (322524) 2011 YS14 - (322525) 2011 YK15 - (322538) 2011 YN27 - (322540) 2011 YR29 - (322546) 2011 YP35 - (322550) 2011 YT45 - (322553) 2011 YQ50 - (322555) 2011 YQ53 - (322560) 2011 YK58 - (322568) 2011 YF64 - (322569) 2011 YQ65 - (322570) 2011 YG67 - (322571) 2011 YO73 - (322584) 2012 BV - (322605) 2012 BO96 - (325374) 2008 RR85 - (325641) 2009 SW307 - (325679) 2009 TH27 - (325695) 2009 UF23 - (325740) 2009 VD81 - (325877) 2010 TJ168 - (325936) 2010 VL31 - (325945) 2010 VR57 - (326119) 2011 WH45 - (326123) 2011 YH32 - (326125) 2011 YY61 - (326127) 2011 YS74 - (326135) 2012 BV23 - (326153) 2012 BE67 - (326212) 2012 CC39 - (328381) 2008 RK41 - (328628) 2009 SU176 - (328732) 2009 TG46 - (328764) 2009 UW97 - (328865) 2009 WX233 - (328877) 2010 BJ70 - (328878) 2010 BP94 - (329008) 2010 XZ64 - (329150) 2011 YC73 - (331050) 2009 VH107 - (331107) 2010 BS118 |  |